# Somerville (New Jersey)
Pour les articles homonymes, voir Somerville.
La ville de Somerville est le siège du comté de Somerset, situé dans l'État américain du New Jersey. Au recensement de 2010, elle compte 12 098 habitants.

## Géographie
Somerville est située au cœur du comté de Somerset, lequel se trouve en position centrale dans l'État du New Jersey, à l'ouest de la ville de New York. La ville est bordée au sud par la rivière Raritan.
Le premier statut municipal de Somerville date du 25 mars 1863, lorsqu'elle est prend le titre de town au sein du township de Bridgewater. Elle est officiellement séparée de Bridgewater lorsqu'elle accède au statut de borough en avril 1909 à la suite d'un référendum local et sur décision du législateur de l'État ; Somerville est toujours un borough aujourd'hui.

## Histoire

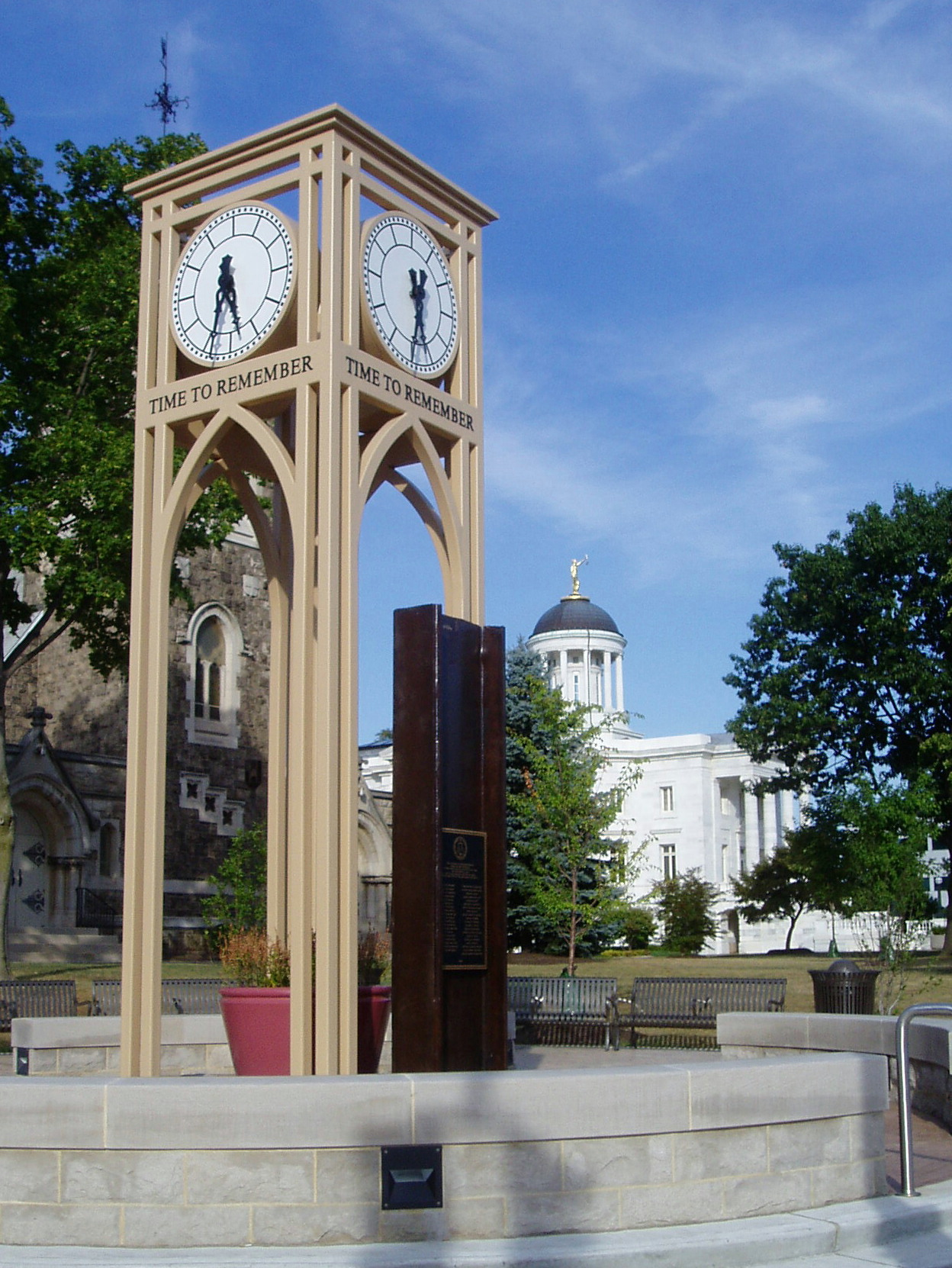
Le mémorial des attaques du 11 septembre 2001 et l'hôtel de ville de Somerville

Les premières installations d'émigrants européens sont le fait de colons hollandais, qui achètent des terres aux propriétaires coloniaux britanniques. Ils établissent une église non loin de l'actuelle Somerville, et la présence d'un pasteur hollandais est attestée à partir de 1754, dans le bâtiment connu sous le nom de Old Dutch Parsonage.
Le nom de Somerville pourrait provenir du nom de famille de quatre frères du comté de Cork en Irlande, qui fondent la ville dans les années 1750.
La petite communauté agricole est radicalement transformée dans les années 1840 par l'arrivée du chemin de fer, puis dans les années 1850 par l'exploitation de l'énergie hydraulique de la rivière Raritan. les premières industries à se développer sont notamment des manufactures de briques, grâce à la glaise rouge abondante dans la région.

## Démographie
Les chiffres du recensement de 2010 donnent une population totale de 12 098 habitants répartis en 4 591 foyers et 2 778 familles.
La répartition ethnique se fait pour l'essentiel entre Blancs à 65.64 %, Noirs à 12.2 % et Asio-Américains à 11.4 % ; par ailleurs, 23.7 % des habitants se déclarent hispaniques ou latinos.

## Célébrités de la ville
- L'acteur Lee Van Cleef (1925-1989) commence une brève carrière professionnelle de comptable dans sa ville natale de Somerville, avant de se lancer dans le cinéma en 1950.